# Observatoire de Lulin
Pour les articles homonymes, voir Lulin.
L'observatoire de Lulin (鹿林天文台, Lùlín Tiānwéntái, et mot à mot, Observatoire astronomique de la forêt du cerf) est un observatoire astronomique dépendant de l'Institut d'Astronomie de l'Université nationale centrale, à Taïwan.
Il est situé au sommet du mont Lulin, à la frontière des comtés de Chiayi et de Nantou, près du Parc national du Yushan. En 2007, la comète C/2007 N3 (Lulin), qui se rapprocha au plus près de la Terre le 24 février 2009, fut découverte par cet observatoire.
Le télescope d'un mètre hébergé au Lulin a commencé sa carrière en septembre 2002, après 10 années de développement.

## Télescopes
- Télescope Cassegrain LOT (D=1-m, f/8)
- Télescope Ritchey-Chrétien SLT (D=0.40-m, f/8.8) fourni par RC Optical Systems[2] ou 76-cm Super Light (SLT)
- Quatre télescopes robotisés TAOS (D =0.50m, f/1.9)

## Projets
- Taiwanese-American Occultation Survey (TAOS)
- Lulin Emission Line Imaging Survey (LELIS)